# Antonio Albertini
Anton Constant Albertini (* 2. April 1776 in Parenzo; † 8. Februar 1836 in Venedig) war ein italienischer Dichter. Nach vollendetem Studium wirkte er im Staatsdienst und hatte mehrere Ämter inne, zuletzt war er Appellationsrat in Venedig. Bereits in jungen Jahren widmete er sich der Poesie. Neben Trauerspielen verfasste er auch komische Gedichte und auch ein wissenschaftliches Werk auf dem Gebiete der Kriminalistik.

## Werke
- Hymne an die Ewigkeit
- Mirza
- Atala
- Ettore
- Epulo rè degli Istri
- Übersetzung von Heroides
- Diritto penale vigente nelle provincie lombardo venete (1824)